# (9513) 1971 UN
1971 يو أن (ويعرف أيضًا باسم (9513) 1971 يو أن وفق تسمية الكوكب الصغير) (بالإنجليزية: 1971 UN)‏ هو كويكب ضمن حزام الكويكبات؛ وترتيبه 9513 من حيث الاكتشاف.
اكتُشف هذا الجُرم الفلكي بواسطة لوبوش كوهوتك في 26 أكتوبر 1971.

## وصلات خارجية
- (9513) 1971 UN في قاعدة بيانات مختبر الدفع النفاث لأجرام النظام الشمسي الصغيرة

- الاكتشاف · مخطط المدار ·  العناصر المدارية · المعلمات المادية

- (9513) 1971 UN على موقع ويكي سكاي: DSS2, SDSS, GALEX, IRAS, Hydrogen α, X-Ray, Astrophoto, Sky Map, Articles and images